# Casey Parker
Casey Parker (Ciudad de Panamá, 20 de mayo de 1986) es el nombre artístico de una actriz pornográfica y modelo cuyo verdadero nombre es  Ana Teresa Harp.

## Vida en Panamá
Proveniente de la Antigua Zona del Canal de Panamá, se dedicó al modelaje y a su deporte favorito el Surf en las playas de la República de Panamá.
Durante sus primeros años, Parker ha surfeado en competencias nacionales, fue entrenadora de fútbol, capitaneó un equipo de porristas de las antiguas bases militares de Estados Unidos en Panamá, y aprendió a hablar el idioma español con fluidez.
Siendo una de las mujeres más atractivas y deseadas de la farándula local del país latinoamericano, compitiendo y quedando en tercer lugar en el Concurso de Belleza Miss Reef del año 2002.

## Inicios en la Industria del Entretenimiento Adulto

### Actriz Porno (2006-2009)
Casey Parker consiguió su comienzo en la industria del porno en 2006. Se afirma que inicialmente entró en el negocio a explorar su sexualidad y por problemas económicos cuando emigró a los Estados Unidos.
Se convirtió en parte del elenco de la empresa de cine y vídeo pornográfico Shane's World Studios y firmó un contrato de exclusividad. Según su biografía oficial escrita en varios sitios, firmó un contrato de dos (2) años después de contactar con la empresa, su primera película de Shane's World fue Casey Parker, The Girl Next Door, (la chica de a lado) y fue lanzado en septiembre de 2006.

## 2007
En mayo de 2007 ella apareció en The Tyra Banks Show, dirigido por la supermodelo internacional Tyra Banks en un episodio sobre la pornografía en la Universidad, la especialidad fetichista de la productora Shane's World.
En junio de 2007, ella comenzó a trabajar como una chica webcam para Flirt 4 Free y también en torno a junio de 2007, La compañía creadora de juguetes sexuales CalExotics Toy Company comenzó a vender los moldes de su vagina.
Ella ha aparecido en la portada de las revistas para adultos como lo son Hustler, Finally Legal y Barely Legal.
Casey Parker tiene una página de electrónica en MySpace.com myspace.com/caseyparkerxxx.

## Tendencia sexual
Ella ha declarado que es bisexual.

## 2009
A partir de enero de 2009, Casey Parker y la empresa Shane's World terminaron su relación laboral, pero Casey siguió bailando en ocasiones en Table dance en Estados Unidos.
A finales de año se había retirado del negocio para concentrarse en sus estudios universitarios.

## 2010, reafirmación de su retiro
En una entrevista en mayo de 2010, Casey Parker le dijo al diario italiano La Voce que se está apartando este año de la actuación en las películas para adultos, ya que quiere concretar un sueño que ha tenido toda su vida: ser "doctora"; por lo cual ha retomado sus estudios universitarios para lograr tal fin.
Casey afirma que entró en las películas pornográficas para "explorar mi sexualidad y lo logré, además conseguí mucha diversión con esto y es tiempo de volver a la vida real".
Casey Parker sabe lo que hace y más adelante declaró: "Lo absurdo de ser una estrella del porno es que todos creen que pueden ir a la cama contigo. Hago porno para ganarme la vida, pero no permito que nadie me baje los pantalones", dijo la actriz de entretenimiento adulto.

## Premios y nominaciones en la Industria de Entretenimiento Adulto
- 2007 Premio FAME - finalista – Mejor Artista Novata Femenina.
- 2008 Premio AVN -nominada – Mejor Estrella Joven.
- 2008 Premio XBIZ -nominada – Nueva Estrella del año.
- 2008 Premio XBIZ -nominada – Chica de la Web/Estrella del Año.
- 2009 Premio AVN -nominada – The Jenna Jameson Crossover, Estrella del Año.
- 2009 Premio AVN -nominada – La mejor Escena de Sexo entre pareja con Boy Crazy.
- 2009 Premio Hot d'Or -nominada – Mejor estrella joven Americana.
- 2009 Premio XBIZ -nominada – Crossover Estrella Joven del Año.